# 東京大学 (1877-1886)
東京大学（とうきょうだいがく）は、明治政府によって1877年（明治10年）4月に設立された日本最初の（官立）大学であり、1886年3月に帝国大学（のち東京帝国大学と改称）に改編されるまで存続した。この時期の「東京大学」を、現在の新制東京大学と区別するため、特に「旧東京大学」と称する場合もある。

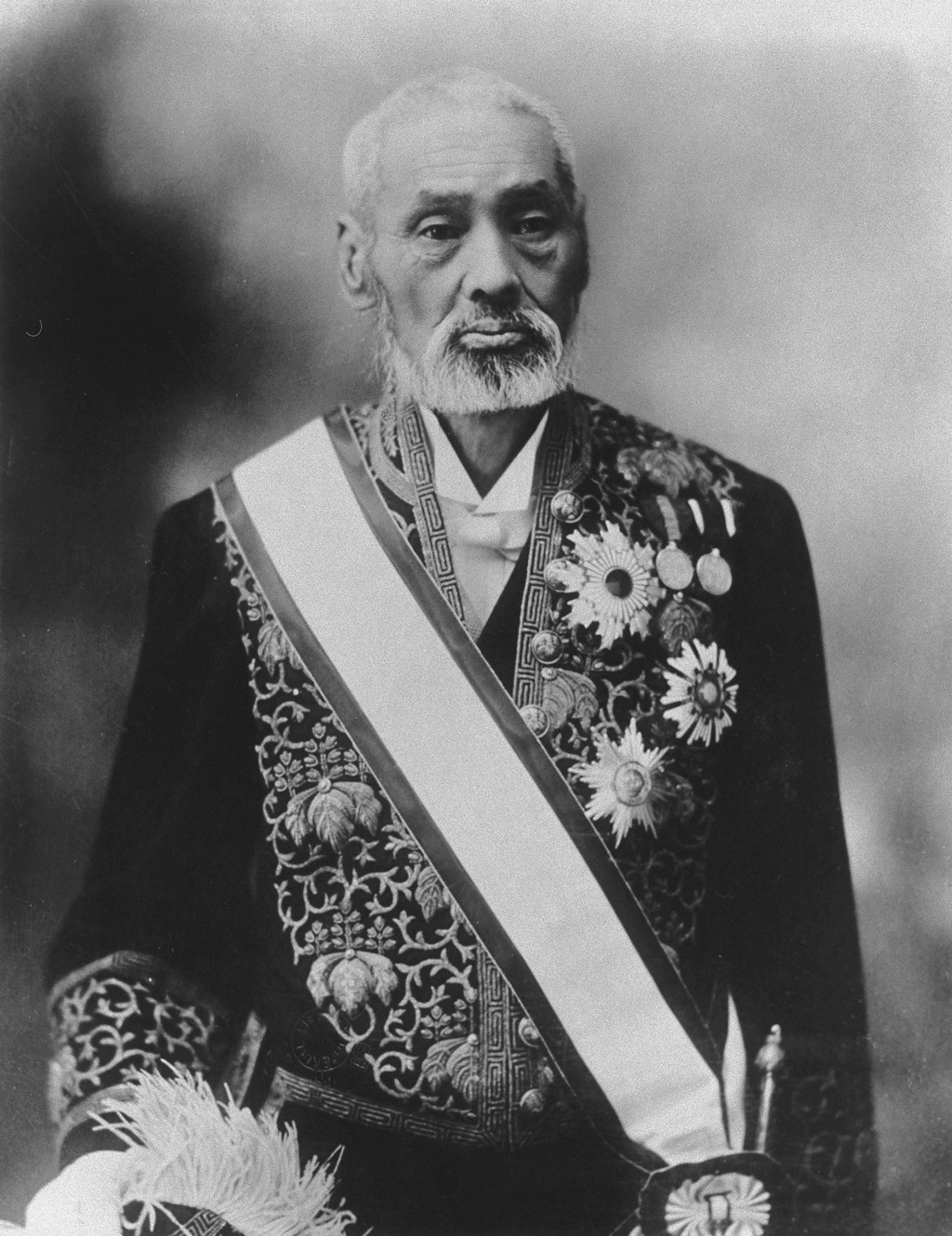
加藤弘之。東京大学法理文三学部綜理、ついで初代東京大学「総理」。事実上の初代東大学長である。

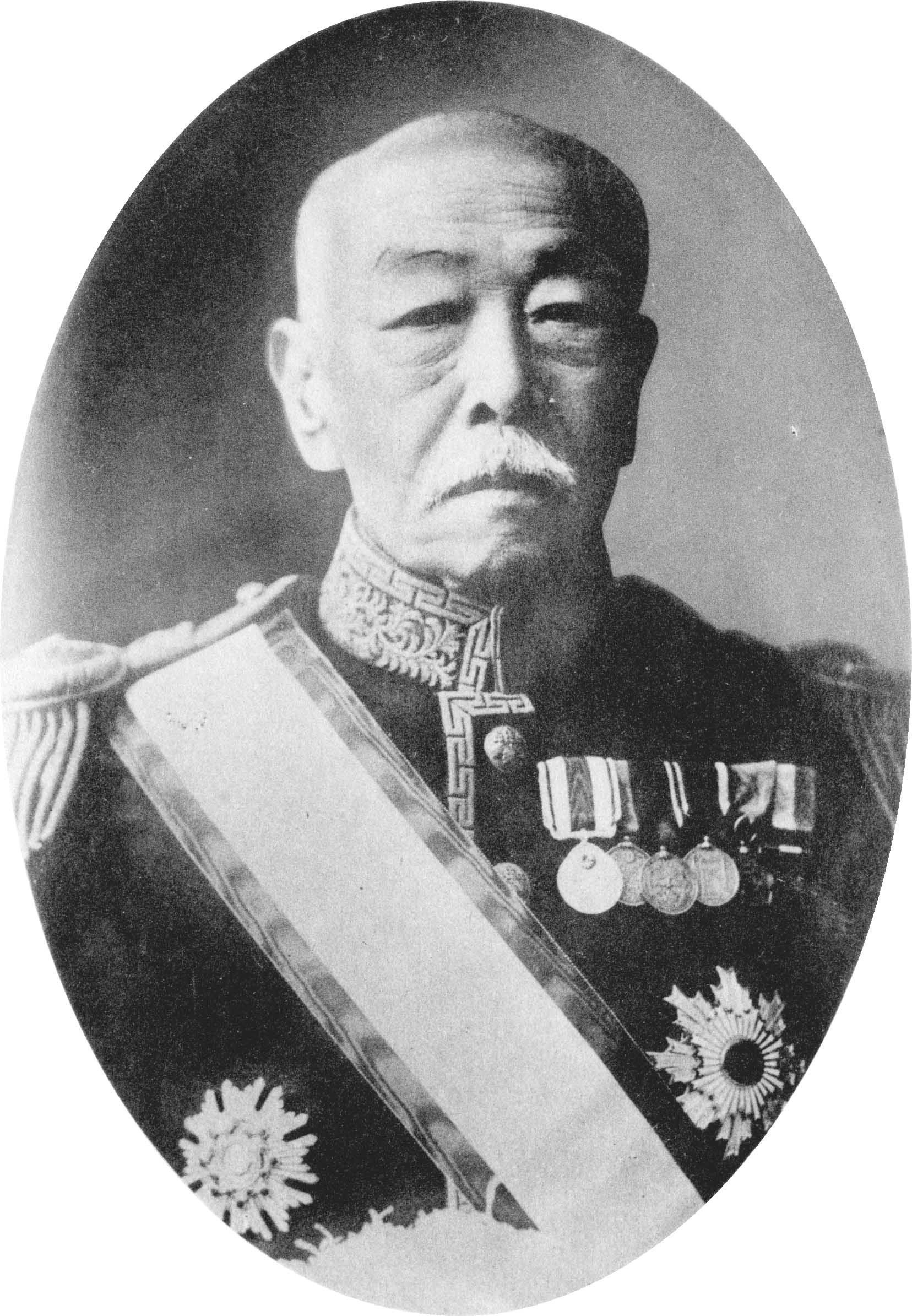
池田謙斎。東京大学医学部綜理。加藤と並ぶもう一人の「初代東大学長」。

## 概要
開成学校と東京医学校が統合して発足した、当時日本で唯一の「大学」であった。組織は、専門課程として修業年限4年の法理文医4学部（のち工芸学部が新設され5学部）、および学部進学課程たる予備門（修業年限4年）からなり、のちに今日の大学院に相当する学士研究科も設置された。
当初は上記2学校の連合体に過ぎなかったが、1881年以降全学部を統括する「総理」職（今日の学長に相当）が新設された前後から組織的統合が進み、4学部の校地も現在の東大本郷キャンパスへと統合された。学部制・評議会（当時は「諮詢会」）など、東大のみならず現在の日本の大学組織の原型がこの時期に形作られた一方で、日本人教官の養成が未だ進んでいなかったため、主だった教官は欧米人教師によって賄われていた（このため予備門の授業の大半は授業で使用される外国語の修得に費やされていた）。

## 沿革

### 開成学校と医学校の統合

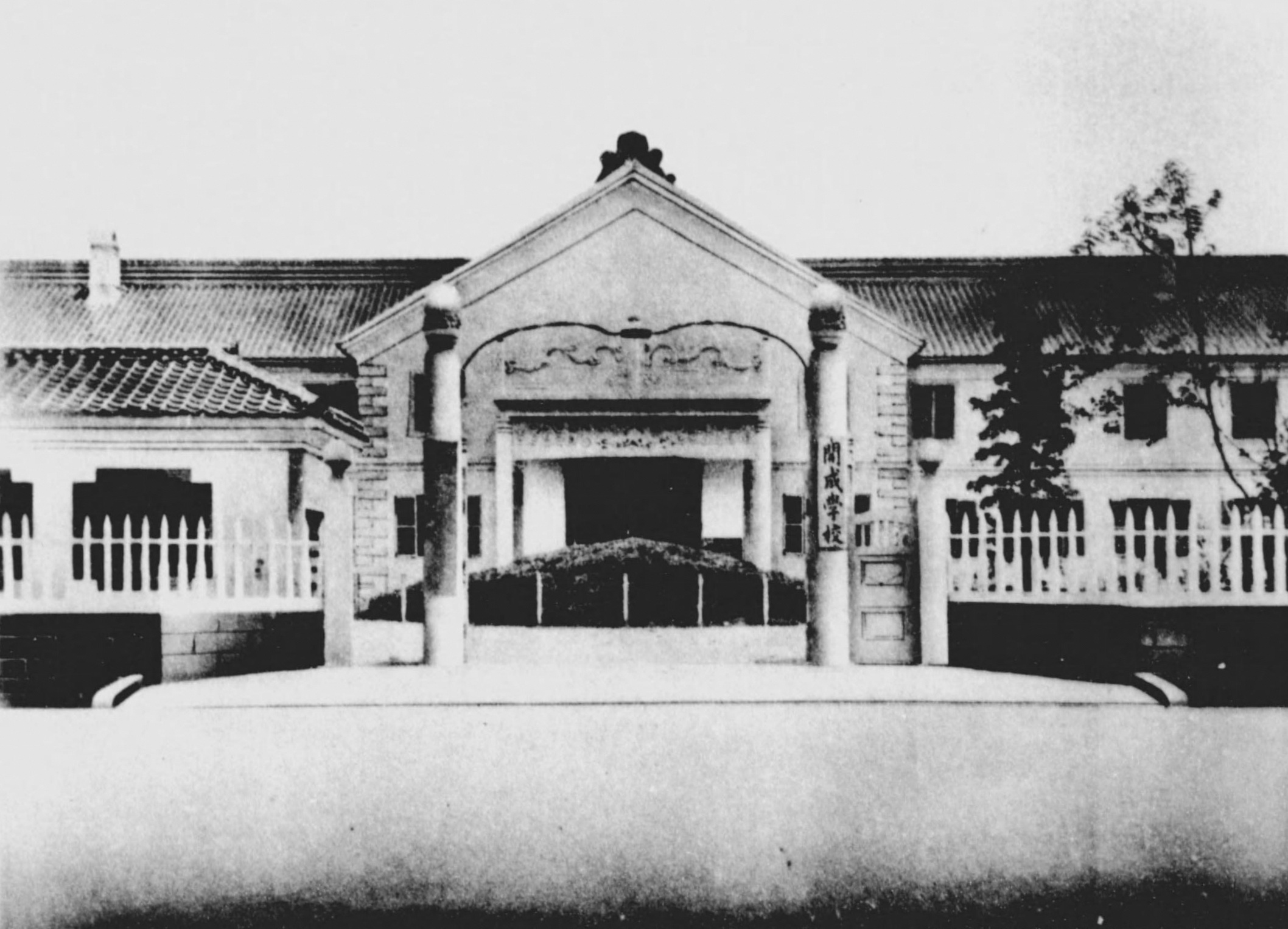
開成学校（1873年）

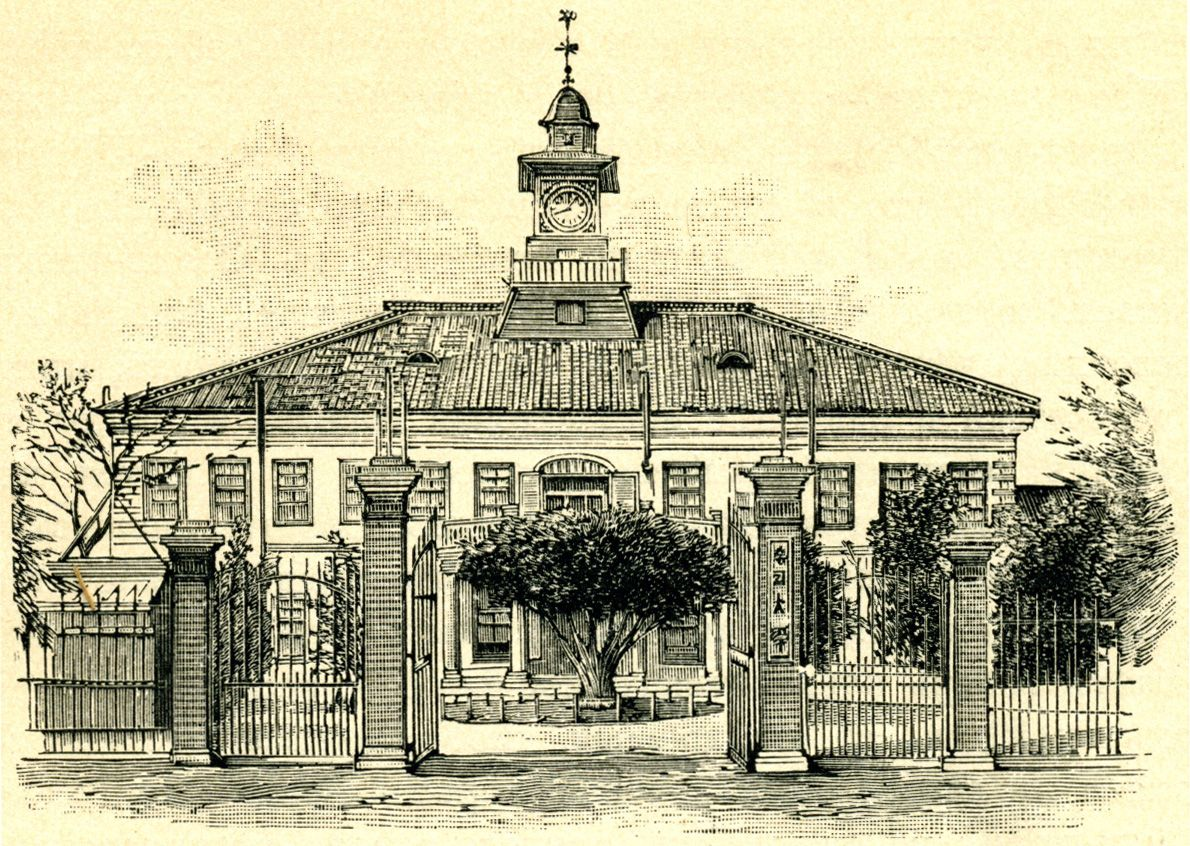
東京医学校本館（現：東京大学総合研究博物館小石川分館）

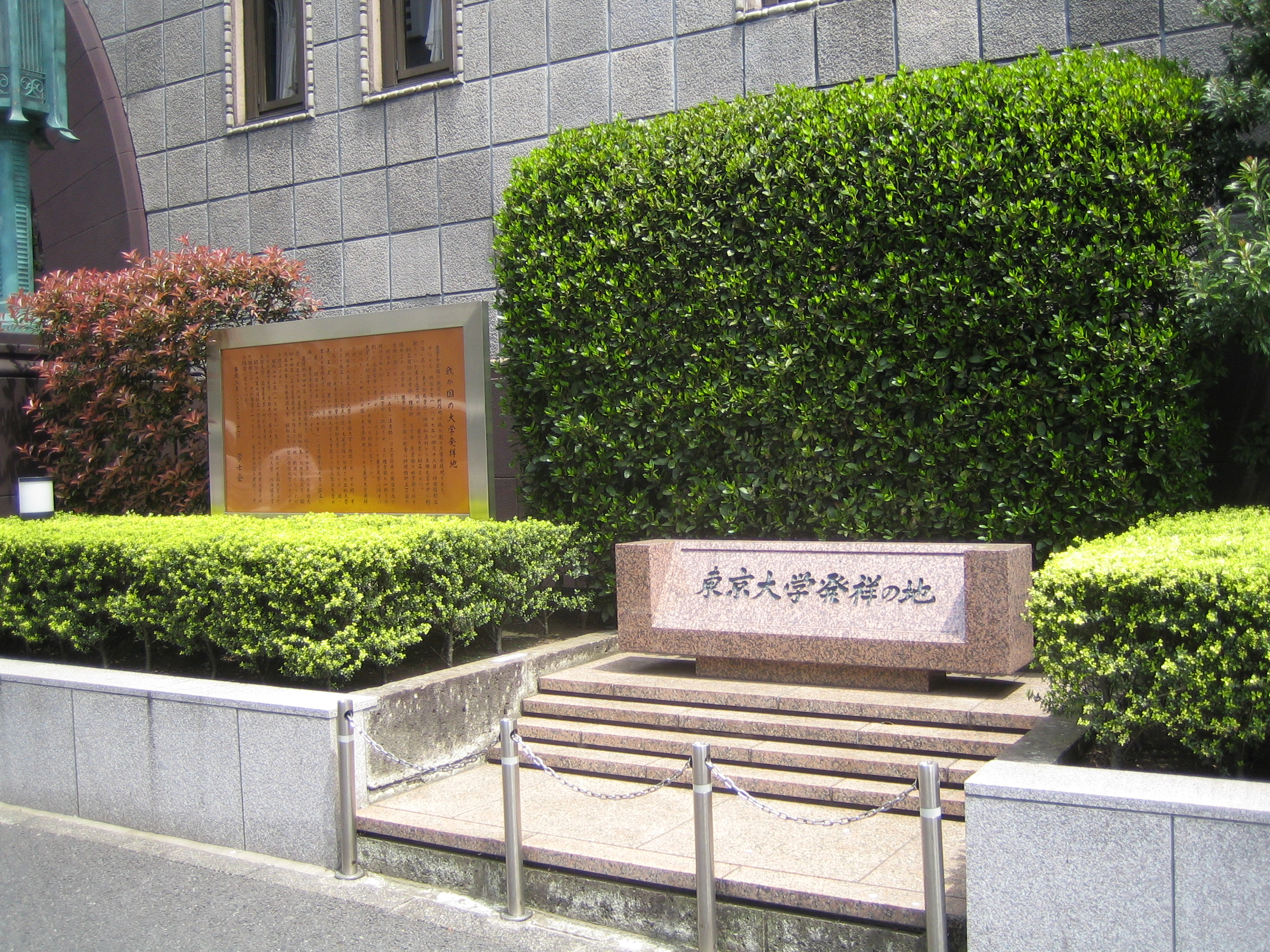
「東京大学発祥の地」の碑。かつての開成学校の所在地、すなわち発足当初の法理文三学部の所在地に建立されている。

明治政府が設立した2つの官立洋学校の東京開成学校（開成所⇒大学南校の後身）および東京医学校（医学所⇒大学東校の後身）は、それぞれ旧江戸幕府以来の独自の歴史を持っていたが、1877年4月12日に統合され文部省管轄の官立「東京大学」が設立された（現在の東京大学はこれをもって「大学設立」、日付を「東京大学記念日」とし、毎年この日に入学式を挙行している）。この時点で東京大学は法・理・文・医の4学部からなり修業年限は4年とされた。
しかしこれは直ちに上記2学校の組織的統合を意味したのではなく、両校は統合されてもその校地は錦町（法理文3学部＝旧・開成学校）と本郷本富士町の旧加賀藩上屋敷跡地（医学部＝旧・医学校）とで離れており、職制や事務章程も別々に定められていた。さらにかつて大学校として統合する構想があったものの、ついに実現しなかったという経緯があった。このこともあって医学部は池田謙斎、法理文3学部は加藤弘之と、それぞれ異なる「綜理」（現在の東大総長に相当）を頂いており、実態は2校の連合体に過ぎなかった。『東京大学100年史』においても、1877年の統合について単なる名称変更に過ぎず大学建設への積極的な方針や抱負はみられないとしている。東京大学時代の1880年以降、毎年全学部合計で50人前後（うち約半数が医学部）ではあるが、全学部が継続的に卒業生を出し続けるようになったのが、開成学校・東京医学校時代との最大の違いである。
1881年の機構改革により、同年7月6日以降、東大は初めて単一の「総理」（初代は加藤弘之）を持つことになり（同時に4学部に「学部長」職が新設された）、2校はようやく名実ともに統合され、総合大学としての東京大学が実質的に成立することになった。また、神田錦町に所在していた法理文3学部は、東京大学設立以降1885年にかけて医学部に隣接する本郷の新校舎に移転して校地の統合が完了し、現在の東大本郷キャンパスの原型が形成された。

### 制度・組織の整備
まず1880年（明治13年）には現在の大学院に相当する「学士研究科」が初めて設置された。翌1881年（明治14年）には総理職新設に伴い学内運営のための常設審議機関として「諮詢会」が設けられた。この諮詢会は総理の諮問機関としての「総会」および各学部長の諮問機関である「部会」からなり、教授・助教授・講師・予備門教諭を会員とし学科課程・学位・試験規則・学制関係規則など広範な事項を審議するものとされ、今日の評議会・教授会の先駆と見なされている。1885年（明治18年）には理学部から分離して「工芸学部」が第5の学部として新設されるなど、制度の整備が進んだ。また1880年（明治13年）から1883年（明治16年）までに、医学部・法学部において、日本語授業を通じて専門家の「簡易速成」を目指す「別課」「教場」が設置された。既成の官立教育機関の統合も進み、1885年（明治18年）には司法省法学校の後身たる東京法学校を法学部に併合した。
教官は洋学派で占められ、特に上席の教官の大半は欧米出身の外国人教師で彼らの授業は当然欧米語で行われた。しかし法学部の日本法学関係科目、文学部の「古典講習科」などについては日本人教官が担当した。また出身国の点から見ると、1881年（明治14年）以降は国の独逸学重視方針もあって次第に英米人教師に代わりドイツ教師が増加しており、さらに外国人教師の全体数が減少に向かっていった。
東大法学部成立に至るまでの期間、フランス法学習者で特に成績優秀なものは司法省法学校へ転学したり、フランスに留学したりして流出した結果、法学部では一部の学科を除き教授言語を英語に統一するなどしたため、イギリス法学系の色が強くなり、このことが後に民法典論争を引き起こすことになった。

### 大学予備門
1877年4月の東京大学発足に際し、前身機関の一つである開成学校の「普通科」（予科）は別個の中等教育機関「官立東京英語学校」とまとめられ、修業年限4年の「（東京大学）予備門」として再編された。法理文三学部への進学者はこの予備門での課程履修（すなわち教授言語である欧米語の修得）が義務づけられ、その組織は三学部の管轄下に置かれた。1882年には医学部の予科も予備門に統合され、予備門は全学共通の予備課程へと拡充された。
地方の中学校が未整備だった当時の状況下では、予備門はほとんど唯一の大学（この時点では東京大学のみ）予備教育機関となっていたが、1885年には東京大学に統合された先述の「東京法学校」予科、および東京外国語学校（旧外語）のうち仏語科・独語科を併合するに及んで、東京大学のみならず他の「専門学校」（高等教育機関）への予備教育にも進出することになった。

### 帝国大学への移行

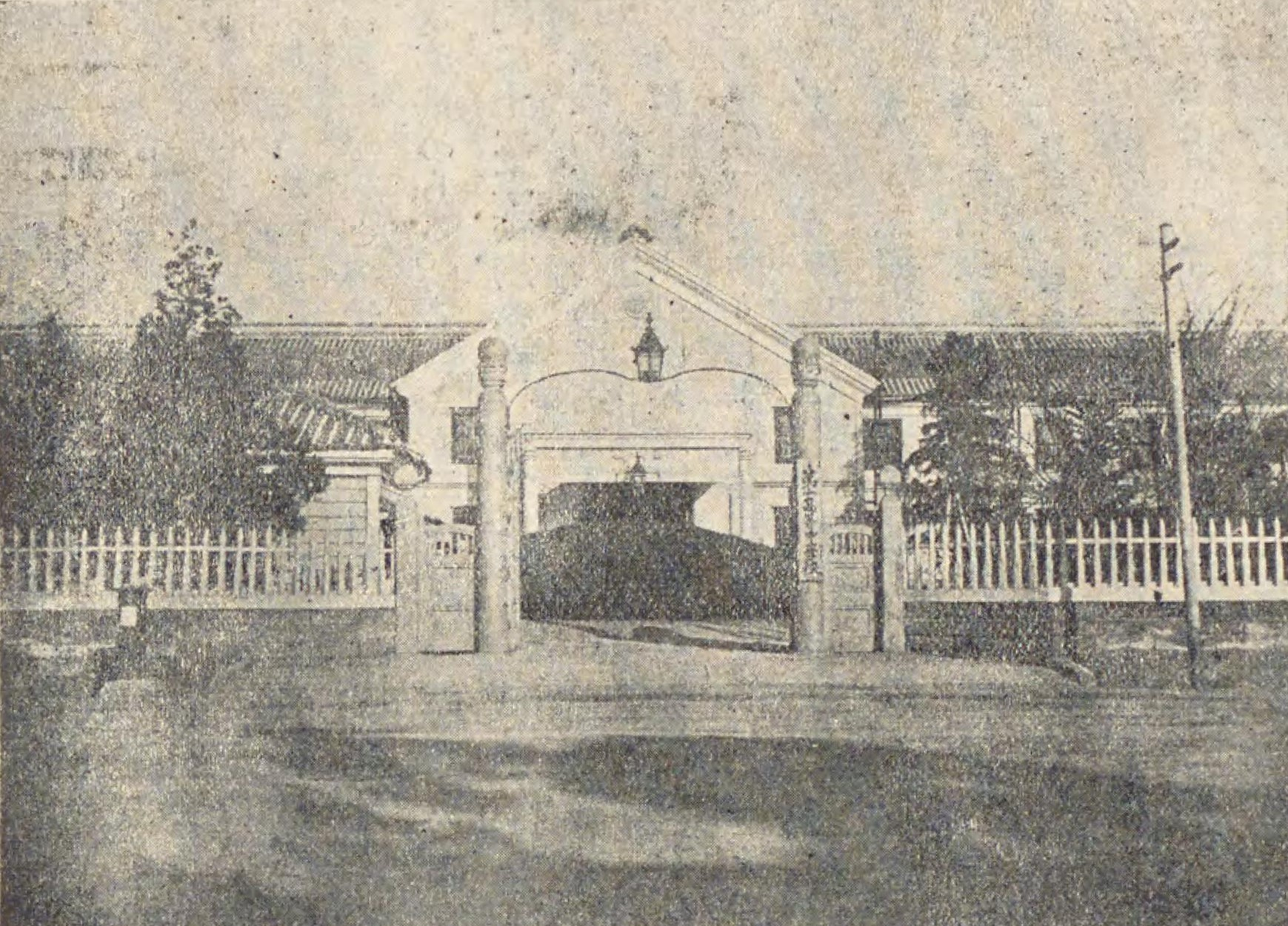
第一高等中学校（旧東京開成学校の校舎を受け継ぎ、1889年まで使用された）

1886年3月1日の帝国大学令制定により、東京大学は工部大学校を併合すると同時に、5分科大学（「学部」の後身）および大学院をもつ全国唯一の「帝国大学」に改編（その後1897年京都帝国大学の設置に伴い「東京帝国大学」と改称）され、この際、医学・法学の「別課」および諮詢会は廃止、予備門を第一高等中学校として分離独立（のち第一高等学校と改称）させるなど大幅な改革がなされた。ここに東京大学の初期形態としての旧「東京大学」の時代は終焉し、続く「（東京）帝国大学」の時代へと引き継がれることになった。なお、「（東京）帝国大学」時代長らくの間、創立記念日は帝国大学令公布日である1886年3月1日とされた。
その後、東京帝国大学は、1947年（昭和22年）10月、現名称である「東京大学」（ただしこの時点では旧制大学）に改称、ついで1949年5月31日、新制大学へと移行、現在に至っている。

### 年表
- 1877年
  - 4月12日：東京開成学校・東京医学校を合併し「東京大学」が発足。（明治10年4月12日文部省布達第2号）
法・理・医・文の4学部が置かれ、同時に東京開成学校普通科と官立東京英語学校を併合し予備門を設置。
  - 4月13日：法理文三学部綜理には加藤弘之、法文学部綜理補に服部一三（兼主幹）・濱尾新（兼主幹）、医学部綜理には池田謙斎が就任（ともに1881年6月15日まで在任）。
  - 9月8日：修学年限を4年として法理文三学部の学科編成を認可
法学部は従来の法学科に相当する
理学部は従来の化学科、工学科に加えて、「数学物理学及び星学科[1]」、「生物学科」、「地質学及び採鉱学科[2]」の計5学科
文学部は「史学哲学及び政治学科」と「和漢文学科」の2学科
- 1878年12月：文部省より学位（学士号）授与権を付与される。
- 1879年4月：東京大学授与の学士号を法学士・理学士・文学士・医学士・製薬士とする。
- 1880年
  - 4月：医学部に修業年限3年の製薬学教場を設置（製薬学科の前身）。
  - 6月：法理文三学部綜理に服部一三が就任[3]。
  - 8月7日：法理文三学部に学士研究科を設置。
  - 10月：医学部に修業年限3年半の別課医学教場を設置（1886年4月に廃止）。
- 1881年
  - 7月6日：「東京大学職制」制定、総理職を置き加藤弘之が初代総理に就任。
  - 1881年7月14日：学部長職を設置。医学部長に池田謙斎、法学部長に服部一三（初代予備門長兼務[3]）、文学部長に外山正一、理学部長に菊池大麓がそれぞれ就任。
  - 諮詢会を設置。

- 1882年
  - 5月：文学部に古典講習科を設置（1888年7月に廃止）。
  - 医学部予科を予備門に併合。
  - 12月末現在の学生数は、法48、理82、文41、医138、古典講習科36、医の別課684、製薬70、合計1,099[4]。
- 1883年6月：法学部に修業年限3年の別課法学科を設置（1886年4月に廃止）。
- 1884年
  - 10月：副総理を置く。
  - 法・文学部、本郷校地に移転。
- 1885年
  - 8月
    - 予備門が東京大学の管理を解かれる（翌年第一高等中学校に改組）。
    - （官立）東京法学校を法学部、同予科を予備門に併合。
    - 東京外国語学校仏学科・独学科を予備門に併合。

  - 9月：工芸学部設置。
  - 12月：政治学科・理財学科を文学部から法学部に移し法学部を法政学部と改称。
  - 医学部に学士研究科を設置。
  - 理学部、本郷校地に移転。
- 1886年3月1日：「帝国大学令」公布。「東京大学ト工部大学校ノ事業ヲ更正シテ、帝国大学ヲ創設」。同時に予備門は第一高等中学校として分離。

## 役職
法理文三学部綜理
- 加藤弘之（1877年4月13日 - 1881年6月15日）
- 服部一三（1880年6月4日 - ）

医学部綜理
- 池田謙斎（1877年4月13日 - 1881年6月15日）

総理
- 加藤弘之（1881年7月6日 - 1886年1月10日）
- 外山正一（1881年1月11日 - 3月1日、事務取扱）

予備門主幹・予備門長
- 服部一三（1877年4月13日 - 1879年4月4日、1880年4月20日 - 1882年2月14日）

1881年7月14日以降「予備門長」。
- 杉浦重剛（1882年2月15日 - 1885年8月14日）

## 歴史的位置

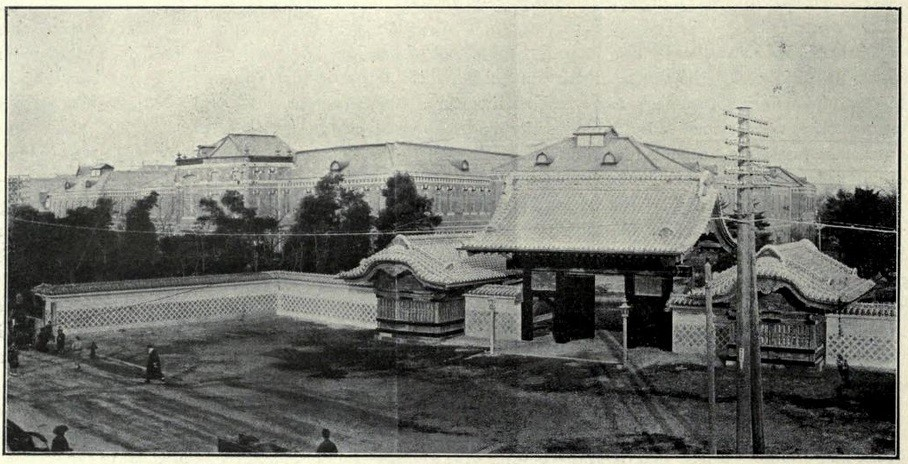
東京帝国大学

帝国大学成立以前のこの「（旧）東京大学」の時期には、工部省には工部大学校、司法省には司法省法学校、開拓使には札幌農学校、内務省には駒場農学校があり、各官庁は独自に専門官僚を養成していた。そしてこの時期の東京大学の性格としては、教員養成所のような性格であり、卒業生で行政官になる者はあまりおらず、多くが学校の教員（医学校教員を含む）となっており、実質的には「専門学校」（学制二編追加により規定された高等教育機関であり、後年の専門学校令準拠の旧制専門学校とは異なる）に相当する機関に過ぎなかった。さらに行政官になった数少ない卒業生の相当数が、東京専門学校などの反政府的と目される私学（法律学校）の教員に転じていった（このため設立当初の東京専門学校には政府によりさまざまな迫害が加えられることになった）。また各省の専門官僚養成学校にも優秀な学生が集まっており、この時代の東京大学が高等教育機関の頂点だったわけではない。
優秀な学生がこの学校に集中するようになるのは、司法省法学校と工部大学校を吸収し、1886年、帝国大学令による「国家ノ須要」を目的とする帝国大学に改組された後である。また卒業生が就職先として行政官に殺到するようになるのは、1887年に官僚任用試験制度が制定され帝国大学卒業生が優遇されてからである。